# Potok Oruński

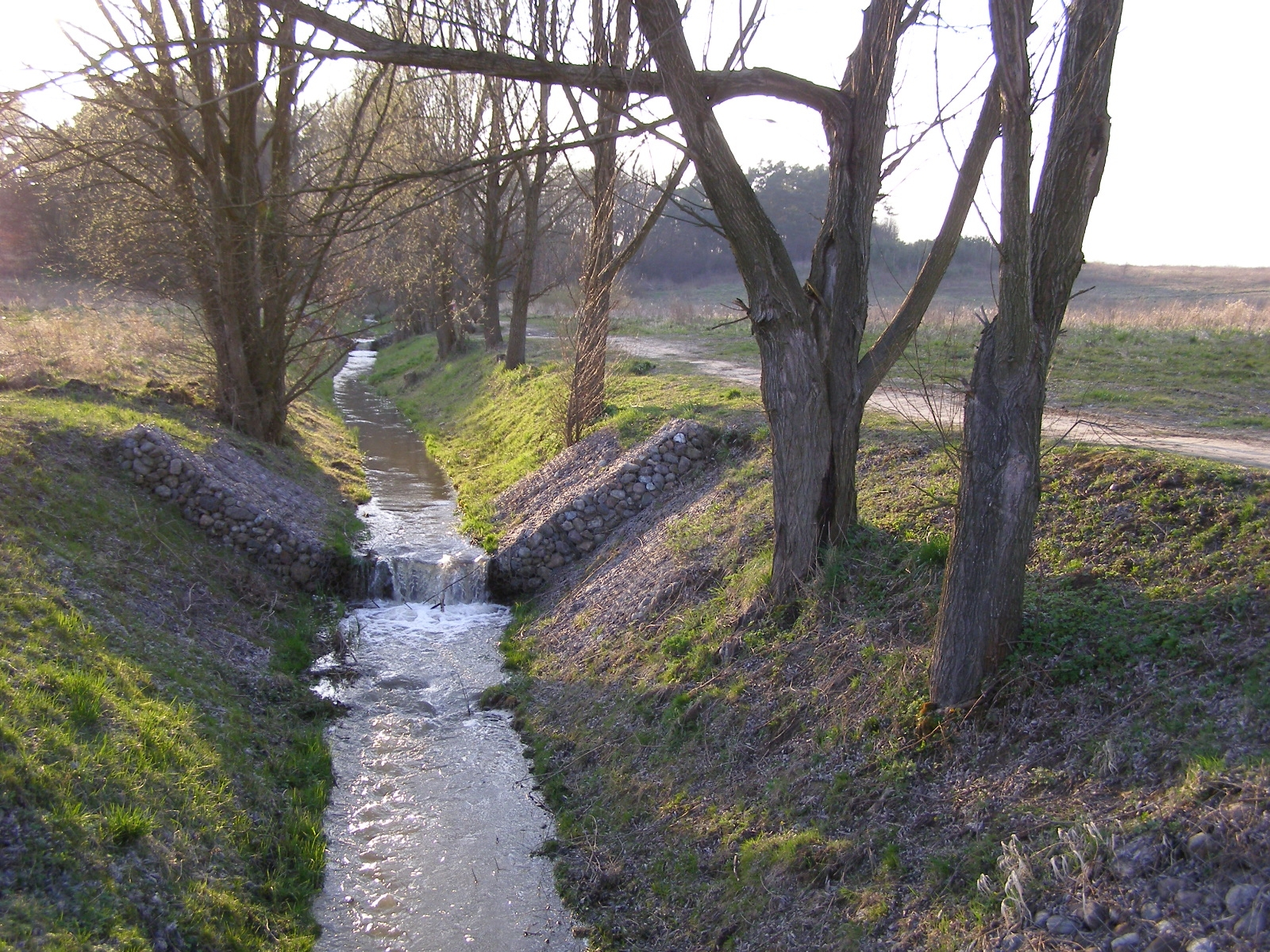
Potok Oruński na Zakoniczynie

Potok Oruński – potok w Gdańsku, przepływa przez osiedla Gdańska Południa. Uchodzi do Kanału Raduni na Oruni.

## Przebieg
Potok rozpoczyna się przy granicy administracyjnej Gdańska w Rębowie. Przepływa pod obwodnicą Trójmiasta, następnie wpływa do niego od północy Potok Szadulski. Dalej płynie przez Zakoniczyn, gdzie tworzy dwa stawy retencyjne i łączy się z wodami Potoku Kozackiego (dł. 1,7 km) płynącego od zachodu. Następnie przepływa przez Łostowice, tworząc kolejne dwa stawy retencyjne; do Potoku Oruńskiego uchodzi tu Potok Kowalski (dł. 3,4 km). Dalej przepływa obszarem chronionym – Doliną Potoku Oruńskiego. Na jej końcu płynie przez Park Oruński zasilając jego dwa stawy. Uchodzi do Kanału Raduni na Oruni, na obszarze Zespołu przyrodniczo-krajobrazowego „Dolina Potoku Oruńskiego”. Przepływa przez część miasta położoną na Pojezierzu Kaszubskim.
Płynie w okręgu historycznym Wyżyny.